# Laura Szalski
Laura Alberta Szalski (* 1995) ist eine ehemalige deutsche Kinderdarstellerin.

## Leben
Szalski besuchte die Berliner Sophie-Charlotte-Oberschule im Bezirk Charlottenburg-Wilmersdorf. Sie spielte Mitte der 2000er Jahre in Nebenrollen in einigen deutschen Fernsehfilmen wie Der Fußfesselmörder (2003), Suche Mann für meine Frau (2005), Glück auf halber Treppe (2005) und Zwei Millionen suchen einen Vater (2006) sowie dem Kinofilm Antikörper (2005) mit.

## Filmografie
- 2003: Der Fußfesselmörder (Regie Michael Karen)
- 2005: Antikörper[2] (Regie Christian Alvart)
- 2005: Suche Mann für meine Frau (Regie Stefan Lukschy)
- 2005: Glück auf halber Treppe (Regie Thomas Jacob)
- 2006: Zwei Millionen suchen einen Vater (Regie Thomas Jacob)[3][4][5][6]